# Jerry Lucas

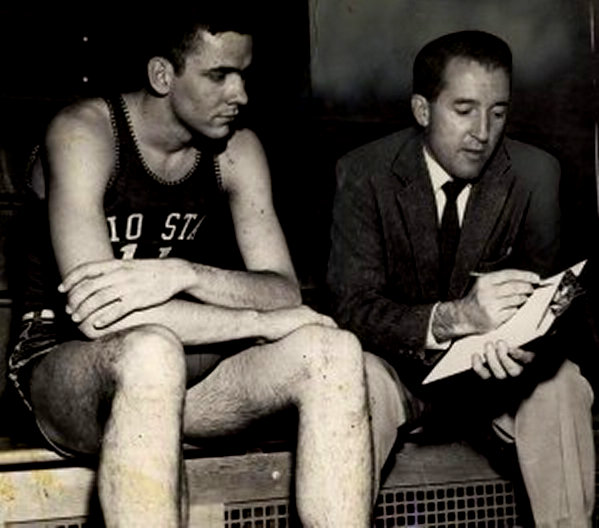
Jerry Lucas i trener Frank Truitt, Ohio State, 1959 rok

Jerry Ray Lucas (ur. 30 marca 1940 w Middletown) – amerykański koszykarz występujący na pozycjach skrzydłowego lub środkowego, mistrz NBA z 1973 oraz olimpijski z Rzymu, członek Koszykarskiej Galerii Sław.
Mierzący 203 cm wzrostu koszykarz studiował na Ohio State University, gdzie występował w drużynie uczelnianej Ohio State Buckeyes (obok niego grał John Havlicek). W 1960 znajdował się w reprezentacji USA na IO i wraz z kolegami zdobył złoty medal. Do NBA został wybrany z 6. numerem w drafcie 1962 przez Cincinnati Royals. Podpisał jednak kontrakt z Cleveland Pipers w lidze ABL, a w NBA debiutował dopiero w 1963. W następnym tym roku wybrano go debiutantem sezonu. W Royals grał do 1969, kiedy to został zawodnikiem San Francisco Warriors. W 1971 odszedł do New York Knicks, gdzie w 1973 zdobył swój jedyny tytuł mistrza NBA. Mimo stosunkowo skromnego wzrostu był wybitnym specjalistą od zbiórek (15.6 na mecz). Karierę zakończył w 1974.
Siedem razy brał udział w NBA All-Star Game (MVP w 1965). W 1996 znalazł się wśród 50 najlepszych graczy występujących kiedykolwiek w NBA.
Jest jednym z ponad 40 zawodników w historii, którzy zdobyli zarówno mistrzostwo NCAA, jak i NBA w trakcie swojej kariery sportowej.

## Osiągnięcia

### NCAA
- Mistrz:
  - NCAA (1960)[3]
  - sezonu regularnego konferencji Big 10 (1960, 1961, 1962)
- Wicemistrz NCAA (1961, 1962)
- dwukrotny Most Outstanding Player (MOP=MVP) turnieju NCAA (1960, 1961)[4]
- Zawodnik Roku NCAA według:
  - Associated Press (AP – 1961, 1962)[5]
  - United States Basketball Writers Association (USBWA – 1961, 1962)[6]
  - United Press International (UPI – 1961, 1962)[7]
  - Sporting News (SN – 1961, 1962)[8]
  - Helms Foundation (1961)[9]
- Wybrany do:
  - I składu:
    - All-American (1960–1962)[10]
    - turnieju NCAA (1960–1962)[11]

  - Akademickiej Galerii Sław Koszykówki (2006)[12]
- trzykrotny lider NCAA w skuteczności rzutów z gry (1960–1962)

### NBA
- Mistrz NBA (1973)[13]
- Wicemistrz NBA (1972)[13]
- MVP meczu gwiazd NBA (1965)[14]
- Debiutant Roku NBA (1964)[15]
- Uczestnik meczu gwiazd:
  - NBA (1964–1969, 1971)
  - Legend NBA (1987, 1991)[16]
- Wybrany do:
  - I składu:
    - NBA (1965–66, 1968)[17]
    - debiutantów NBA (1964)[18]

  - II składu NBA (1964, 1967)[17]
  - grona 50 najlepszych zawodników w historii NBA (NBA’s 50th Anniversary All-Time Team – 1996)[19]
  - składu najlepszych zawodników w historii NBA, wybranego z okazji obchodów 75-lecia istnienia ligi (2021)[20]
  - Koszykarskiej Galerii Sław (Naismith Memorial Basketball Hall Of Fame - 1980)[21]
- Lider NBA w skuteczności rzutów z gry (1964)[22]

### Reprezentacja
- Mistrz olimpijski (1960)[23]
- Wybrany do Koszykarskiej Galerii Sław jako członek drużyny olimpijskiej z 1960 roku (Naismith Memorial Basketball Hall Of Fame - 2010)[24]